# George Cove
George Cove (Amherst, 1863 of '64 - ) was een Canadese ontwerper  en maakte een van de eerste fotovoltaïsche zonnepanelen.

## Biografie
George Cove is de zoon van twee Ierse kolonisten. Hij trad in de voetsporen van zijn vader, Joseph Cove, die veel mechanische apparaten ontwikkelde en er ene patent op vroeg. In 1904 en 1905 ontwikkelde hij de zonnegenerator. Een eerste vorm van een fotovoltaïsche zonnepaneel met  een opmerkelijk hoger rendement had dan voorgaande toestellen.
In 1906 patenteerde Cove een apparaat voor het opvangen van getijdenenergie. Hij ontving hiervoor erkenning van de Canadese regering. 
Hij werd overgehaald om naar Amerika te verhuizen en begon met een werkplaats in Maiden Lane in New York.  